# Aurelie Obermayer
Aurelie Obermayer, írói álneve: Anonyma (Dobromil, Galícia, ma Ukrajna része, 1845. szeptember 25. – Bécs, 1922. január 23.) osztrák írónő.

## Élete
Apja udvari tanácsos volt. Tanulmányai végeztével feleségül ment August Obermayerhez (elhunyt: 1888), a Császári és Királyi Államvasutak (k.k. Staatsbahnen) közlekedési igazgatójához. Tevékeny részt vállalt az árvák és szegények gondozásában. Egészségügyi okokból e tevékenységét abba kellett hagynia, a bécsi városi tanács önkéntes munkájáért arany Salvator-éremmel tüntette ki. Tapasztalatait novellákban és feuilletonokban dolgozta fel, melyek először Anonyma álnéven, majd valódi nevén jelentek meg az osztrák és a német lapokban. Goldschnitt című novellasorozata Marianne Nigg Frauen-Werke című magazinjában jelent meg. Irodalmi munkássága mellett sokat foglalkozott a kötéssel is. Két szabadalmat szerzett a művészi kötés területén, és 1895-ben a bécsi osztrák kormányzói hivataltól koncessziót kapott egy művészi kötési magániskola felállítására és működtetésére, amelyben fiatal nőket tanítottak. Ez az iskola volt Bécsben az első magániskola. 1896-ban jelent meg a kötésről írt Technik der Kunststrickerei, amelyet többek közt I. Ferenc József is támogatott. Az ezt követő években Berénben és Bécsben tartott előadásokat a művészi kötés történetéről. 1898-ben Bécsben élt.

## Munkái
- Goldschnitt (Novelle, 1894)
- Die Technik der Kunststrickerei (1897)
- Der Märchenkessel (Märchen und Allerlei, 1910)
- Ich kann handarbeiten (1914, Mitarbeit)

## Fordítás
- Ez a szócikk részben vagy egészben  az   Aurelie Obermayer című német Wikipédia-szócikk ezen változatának fordításán alapul.  Az eredeti cikk szerkesztőit annak laptörténete sorolja fel. Ez a jelzés csupán a megfogalmazás eredetét és a szerzői jogokat jelzi, nem szolgál a cikkben szereplő információk forrásmegjelöléseként.